# Baulmes
Baulmes is een gemeente en plaats in het Zwitserse kanton Vaud, en maakt deel uit van het district Jura-Nord vaudois.
Baulmes telt 952 inwoners.

## Sport

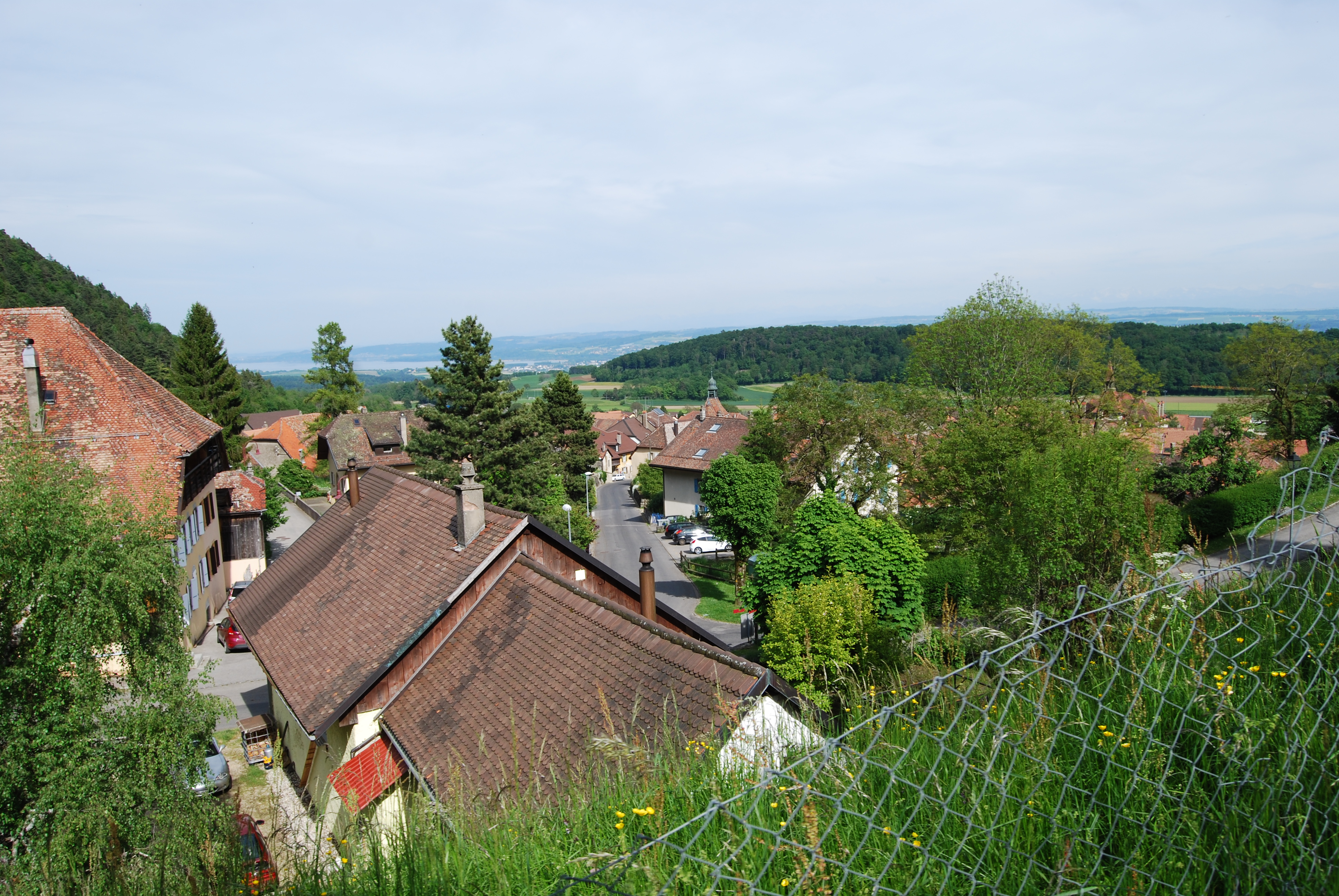
Baulmes

- voetbalclub FC Baulmes

Agiez · Arnex-sur-Orbe · Ballaigues · Baulmes · Bavois · Belmont-sur-Yverdon · Bioley-Magnoux · Bofflens · Bonvillars · Bretonnières · Bullet · Chamblon · Champagne · Champvent · Chanéaz · Chavannes-le-Chêne · Chavornay · Concise · Corcelles-près-Concise · Chêne-Pâquier · Cheseaux-Noréaz · Cronay · Croy · Cuarny · Démoret · Donneloye · Ependes · Fiez · Fontaines-sur-Grandson ·  Giez · Grandevent · Grandson · Gressy · Juriens · L'Abbaye · L'Abergement · La Praz · Le Chenit · Le Lieu · Les Clées · Lignerolle · Mathod · Mauborget · Molondin · Montagny-près-Yverdon · Montcherand · Mutrux · Novalles · Onnens · Orbe · Orges · Orzens · Pomy · Premier · Provence · Rances · Romainmôtier-Envy  ·  Rovray · Sainte-Croix · Sergey · Suchy · Suscévaz ·  Tévenon · Treycovagnes · Ursins · Valeyres-sous-Montagny  · Valeyres-sous-Rances · Valeyres-sous-Ursins · Vallorbe · Vaulion · Villars-Epeney · Vugelles-La Mothe · Vuitebœuf · Yverdon-les-Bains · Yvonand
- Gemeinsame Normdatei: 4365923-8
- Historisch woordenboek van Zwitserland: 002529
- MusicBrainz: 2e335ca8-0430-49d1-8940-bfc5c04c4953
- Virtual International Authority File: 248703319
- WorldCat: E39PBJB8rp4VD34dMB8Q4xCvpP